# Capodimonte
Capodimonte is een gemeente in de Italiaanse provincie Viterbo (regio Latium) en telt 1745 inwoners (31-12-2004). De oppervlakte bedraagt 61,3 km², de bevolkingsdichtheid is 27,53 inwoners per km². De plaats heeft de belangrijkste jachthaven aan het meer van Bolsena.

## Demografie
Capodimonte telt ongeveer 852 huishoudens. Het aantal inwoners daalde in de periode 1991-2001 met 0,4% volgens cijfers uit de tienjaarlijkse volkstellingen van ISTAT.
| Jaar | Inwoneraantal |
| ---- | ------------- |
| 1991 | 1693          |
| 2001 | 1686          |

## Geografie
De gemeente ligt op ongeveer 334 m boven zeeniveau. Het heeft een vulkanisch zwart zandstrand van ruim twee kilometer lang, een mooie boulevard (Lungomare) en een pittoresk oud centrum op een heuvel.
Capodimonte grenst aan de volgende gemeenten: Bolsena, Gradoli, Latera, Marta, Montefiascone, Piansano, San Lorenzo Nuovo, Tuscania, Valentano.

## Cultuur
Belangrijke bezienswaardigheden in Capodimonte zijn onder andere:
- De vesting Rocca Farnese met zijn achthoekige vorm en grote binnenplaats, centraal in het oude centrum.
- Het Piazza della Rocca met het Palazzo Borghese (stadhuis) en de Collegiale kerk van Santa Maria Assunta.
- De opvallende klokkentoren en de Kerk van San Carlo.
- Het eiland Bisentina, bereikbaar vanuit Capodimonte, met historische gebouwen, tuinen, een grot en een archeologisch museum.
- Het Binnenvaart Museum met vondsten uit het meer en traditionele vissersboten.

Capodimonte kent diverse festivals en evenementen, zoals het feest van St. Antonius, het bloemenfestival en het vissersfestival, die het stadje levendig maken in de zomer.

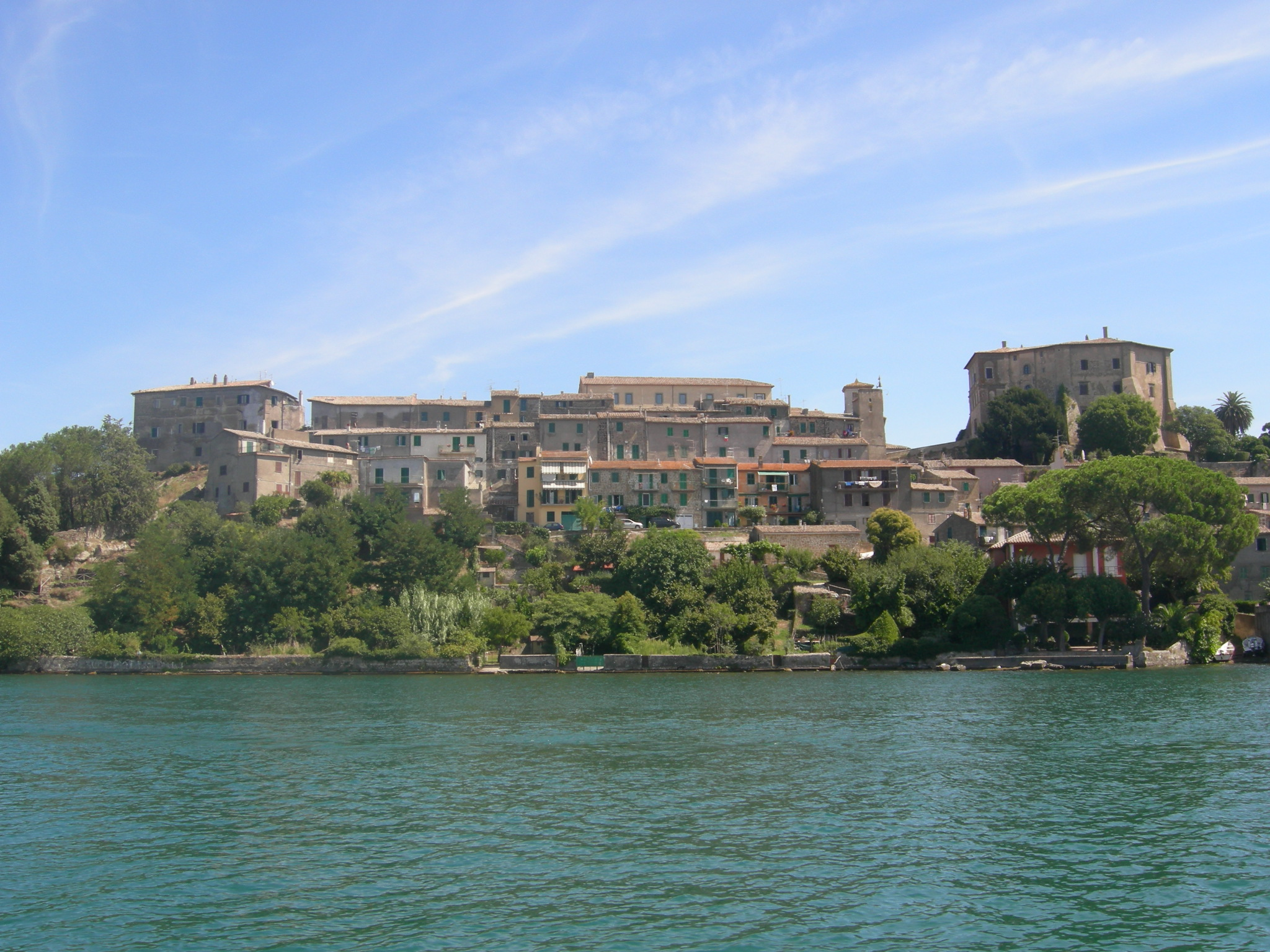
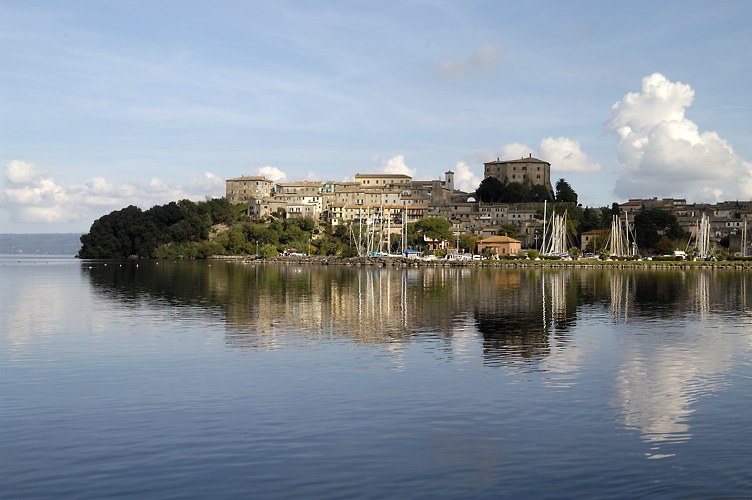
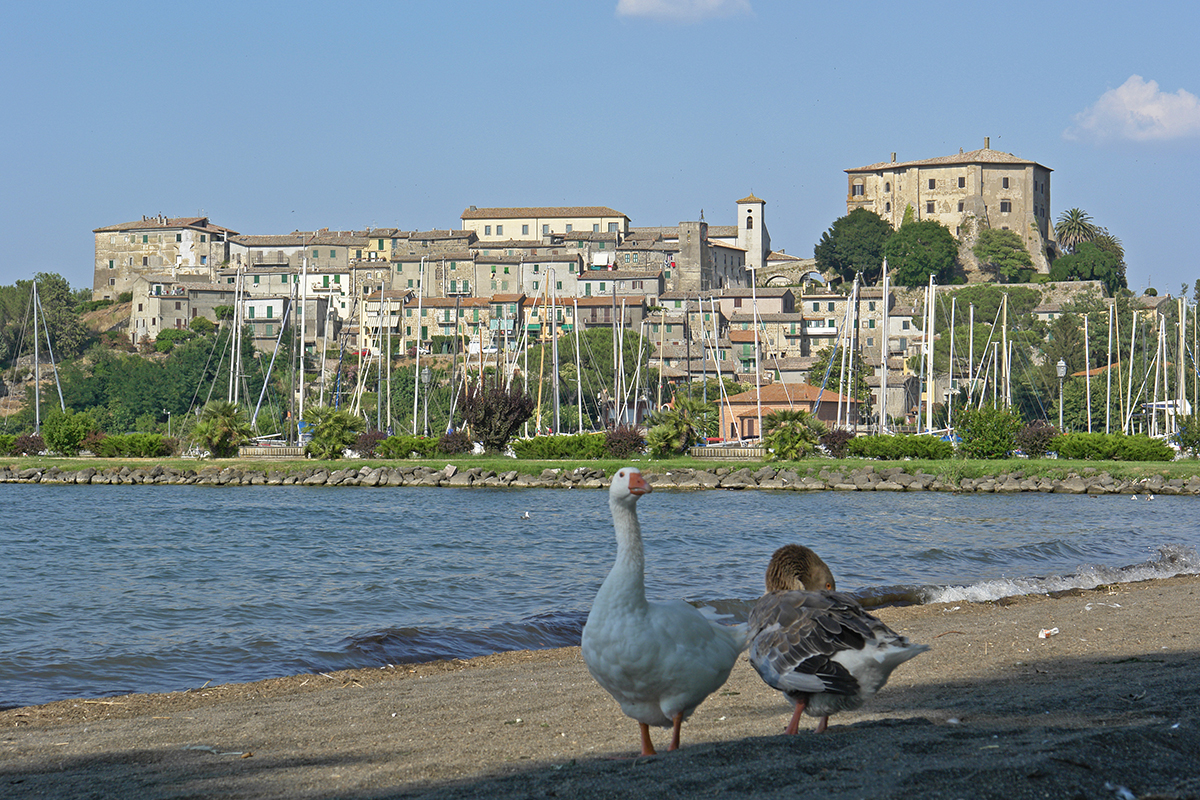

Acquapendente · Arlena di Castro · Bagnoregio · Barbarano Romano · Bassano Romano · Bassano in Teverina · Blera · Bolsena · Bomarzo · Calcata · Canepina · Canino · Capodimonte · Capranica · Caprarola · Carbognano · Castel Sant'Elia · Castiglione in Teverina · Celleno · Cellere · Civita Castellana · Civitella d'Agliano · Corchiano · Fabrica di Roma · Faleria · Farnese · Gallese · Gradoli · Graffignano · Grotte di Castro · Ischia di Castro · Latera · Lubriano · Marta · Montalto di Castro · Monte Romano · Montefiascone · Monterosi · Nepi · Onano · Oriolo Romano · Orte · Piansano · Proceno · Ronciglione · San Lorenzo Nuovo · Soriano nel Cimino · Sutri · Tarquinia · Tessennano · Tuscania · Valentano · Vallerano · Vasanello · Vejano · Vetralla · Vignanello · Villa San Giovanni in Tuscia · Viterbo · Vitorchiano
1. ↑  https://demo.istat.it/?l=it.